# Raoul d'Avranches
Raoul d'Avranches (Radulfus) est un évêque de Bayeux de la fin du Xe siècle et du début du XIe siècle.

## Biographie
Originaire de Dol-de-Bretagne, Raoul serait issu d'une famille illustre et noble.
Il succède à Richard et devient évêque de Bayeux en 986. Selon le Gallia Christiana, il aurait occupé le siège vers 966, mais cette date parait peu probable.
Il signe aux fondations en faveur  de l'abbaye de Fécamp par le duc de Normandie en 989 et assiste en 990 à un concile tenu à Rouen.